# Kirchenbezirk Besigheim
Der Evangelische Kirchenbezirk Besigheim ist einer von 43 Kirchenbezirken bzw. Kirchenkreisen der Evangelischen Landeskirche in Württemberg. Sein Gebiet ist deckungsgleich mit dem Dekanat Besigheim.

## Geografie
Der Kirchenbezirk Besigheim liegt in der nördlichen Mitte der württembergischen Landeskirche. Sein Gebiet umfasst den Norden des Landkreises Ludwigsburg, also das Gebiet der politischen Städte und Gemeinden Besigheim, Bietigheim-Bissingen, Bönnigheim, Erligheim, Freudental, Gemmrigheim, Hessigheim, Ingersheim, Kirchheim am Neckar, Löchgau und Walheim sowie die Stadt Lauffen am Neckar und die Gemeinde Neckarwestheim im Süden des Landkreises Heilbronn.

### Nachbarkirchenbezirke
Der Kirchenbezirk Besigheim grenzt an folgende Kirchenbezirke (im Uhrzeigersinn beginnend im Nordwesten): Brackenheim und Heilbronn (beide Prälatur Heilbronn) sowie Marbach, Ludwigsburg und Vaihingen-Ditzingen (alle Prälatur Stuttgart).

## Geschichte
Das Dekanat geht zurück auf die 1595 eingerichtete Spezialsuperintendentur Bietigheim. Der Specialsuperintendent war zugleich Stadtpfarrer in Bietigheim. Das benachbarte Besigheim gehörte bis zum 16. Jahrhundert zu Baden. Von dort wurde 1554 bis 1558 die Reformation eingeführt. Das zuständige Dekanat befand sich daher zunächst in Pforzheim. Als Besigheim 1595 württembergisch wurde, war das Dekanat in Bietigheim auch für den Raum Besigheim zuständig. Das Dekanat Bietigheim gehörte zunächst zum Generalat Maulbronn, seit 1810 zu Heilbronn, aus dem die heutige Prälatur Heilbronn hervorging. Am 16. Januar 1813 wurde das Dekanatamt von Bietigheim nach Besigheim verlegt, nachdem bereits 1810 auch der Sitz des Oberamts Bietigheim nach Besigheim verlegt worden war. Nunmehr wurde der Stadtpfarrer von Besigheim zugleich Dekan. 1813 wurde auch das benachbarte Dekanat Lauffen am Neckar aufgelöst und dessen Pfarreien Lauffen, Gemmrigheim, Ilsfeld und Neckarwestheim dem Dekanat Besigheim zugeordnet. Die anderen Pfarreien des Dekanats Lauffen wurden den Dekanaten Marbach, Heilbronn und Weinsberg zugeordnet.
Das Gebiet des Kirchenbezirks Besigheim war im Wesentlichen deckungsgleich mit dem Oberamt Besigheim, das 1938 aufgehoben wurde. Der kirchliche Verwaltungsbezirk blieb jedoch bestehen und ist daher mit den heutigen politischen Grenzen nicht mehr identisch. Infolge der Auflösung des Oberamts Besigheim wurden auch die kirchlichen Verwaltungsbezirke teilweise neu gegliedert. So wurde mit Wirkung vom 1. April 1939 die Kirchengemeinde Ilsfeld in den Kirchenbezirk Heilbronn umgegliedert. Im Gegenzug erhielt der Kirchenbezirk Besigheim vom Kirchenbezirk Marbach die Kirchengemeinde Ottmarsheim.
Von 1992 bis 2003 gehörte der Kirchenbezirk Besigheim zur Prälatur Ludwigsburg, seither zur Prälatur Stuttgart.

## Leitung des Kirchenbezirks
Die Leitung des Kirchenbezirks obliegt der Bezirkssynode, dem Kirchenbezirksausschuss (KBA) und dem Dekan. Derzeitiger Dekan ist seit 2015 Eberhard Feucht (* 1959), der zugleich geschäftsführender Pfarrer in Besigheim ist.

### Dekane des Kirchenbezirks Besigheim
noch nicht komplett
- 1800–1831 Georg David Reuss
- 1832–1840 Bernhard Friedrich Baumeister
- 1840–1843 Magnus Friedrich Zeller
- 1844–1854 Wilhelm Heinrich Zeller
- 1855–1866 Johann Georg Gauss
- 1866–1873 Ernst Julius von Binder (1820–1899)
- 1873–1880 Karl Ludwig Heinrich Haug (1818–1880)
- 1881–1887 Adolf Friedrich Walcker (1830–1896)
- 1887–1907 Julius Eduard Knapp
- 1908–1913 Paul Andler (1861–1919)
- 1913–1923 Theodor Werner (1861–1923)
- 1924–1932 Alfred Klemm
- 1932–1958 Dr. Max Sting (1888–1978)
- 1958–1966 Dr. Eberhard Dieterich (* 1900)
- 1966–1978 Friedrich Grosch
- 1978–1990 Theodor Schlatter jun. (1926–2008)
- 1990–1997 Manfred Junginger (1934–2019)
- 1997–2014 Martin Luscher (* 1950)
- Seit 2015 Eberhard Feucht

### Dekane des früheren Kirchenbezirks Bietigheim
noch nicht komplett
- 1733–1737 Johann Friedrich Hobbahn (1693–1767)

### Dekane des früheren Kirchenbezirks Lauffen
- 1791–1803 Georg Friedrich Fischhaber
- 1803–1812 Karl Friedrich Harttmann

## Kirchengemeinden
Im Kirchenbezirk Besigheim gibt es insgesamt 15 Kirchengemeinden. Davon haben sich drei Kirchengemeinden zu einer Gesamtkirchengemeinde zusammengeschlossen, bleiben aber weiterhin selbständige Körperschaften des öffentlichen Rechts. Die jeweils in Klammern hinter dem Namen der Kirchengemeinde angegebenen Gemeindegliederzahlen beziehen sich auf das Jahr 2005 und sind gerundet.
Die Kirchengemeinden sind zu drei Regionen zusammengefasst: Die Region Nord umfasst die Kirchengemeinden Bönnigheim (mit Hofen und Hohenstein), Gemmrigheim, Kirchheim am Neckar und Lauffen-Neckarwestheim, die Region Mitte die Kirchengemeinden Besigheim, Erligheim, Ingersheim am Neckar, Hessigheim, Löchgau-Freudental und Walheim und die Region Süd die Kirchengemeinden Bietigheim Stadtkirche, Bietigheim Friedenskirche, Bietigheim Pauluskirche, Bissingen an der Enz und Metterzimmern.
Das Gebiet des Kirchenbezirks Besigheim im von alters her überwiegend evangelisch geprägt. Infolgedessen gibt es auch in jedem Dorf eine evangelische Kirchengemeinde und meist auch eine alte Kirche. Katholiken zogen in allen Orten überwiegend erst nach dem Zweiten Weltkrieg zu.

### Kirchengemeinde Besigheim

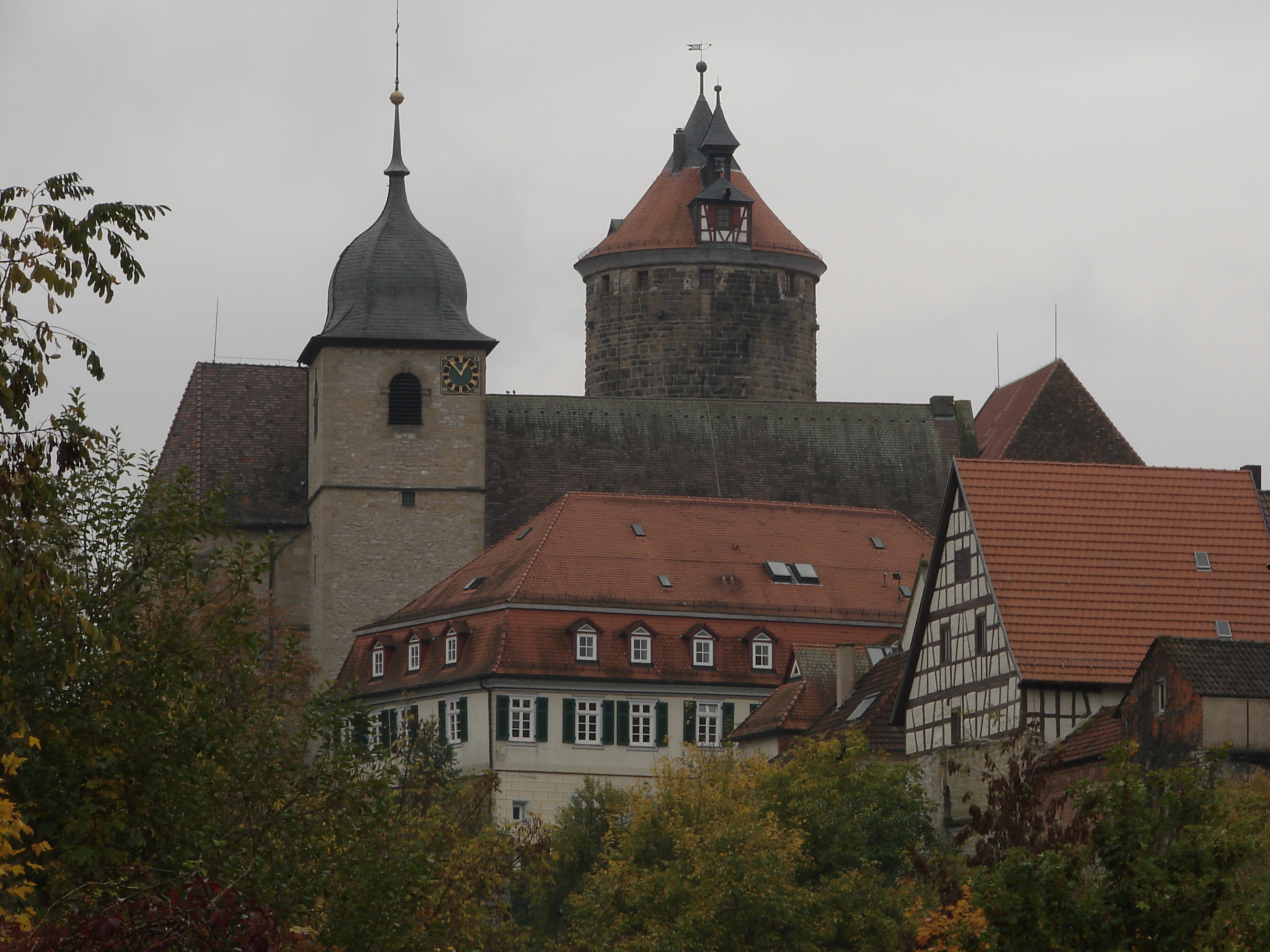
Stadtkirche Besigheim

Die Kirchengemeinde Besigheim umfasst die Kernstadt von Besigheim. Die Stadtkirche Besigheim wurde bereits 1257 als Kirche des Hl. Cyriacus erwähnt. Die heutige Kirche stammt aus dem 14./15. Jahrhundert, der Chor wurde 1383, das Schiff 1448 geweiht. Danach wurde die Kirche mehrfach verändert, zuletzt 1847 erhöht. Der Turm wurde bereits 1795 erhöht und erhielt eine Kuppel. Der spätgotische Schnitzaltar aus dem Jahr 1520 stammt aus der Werkstatt Christophs von Urach.

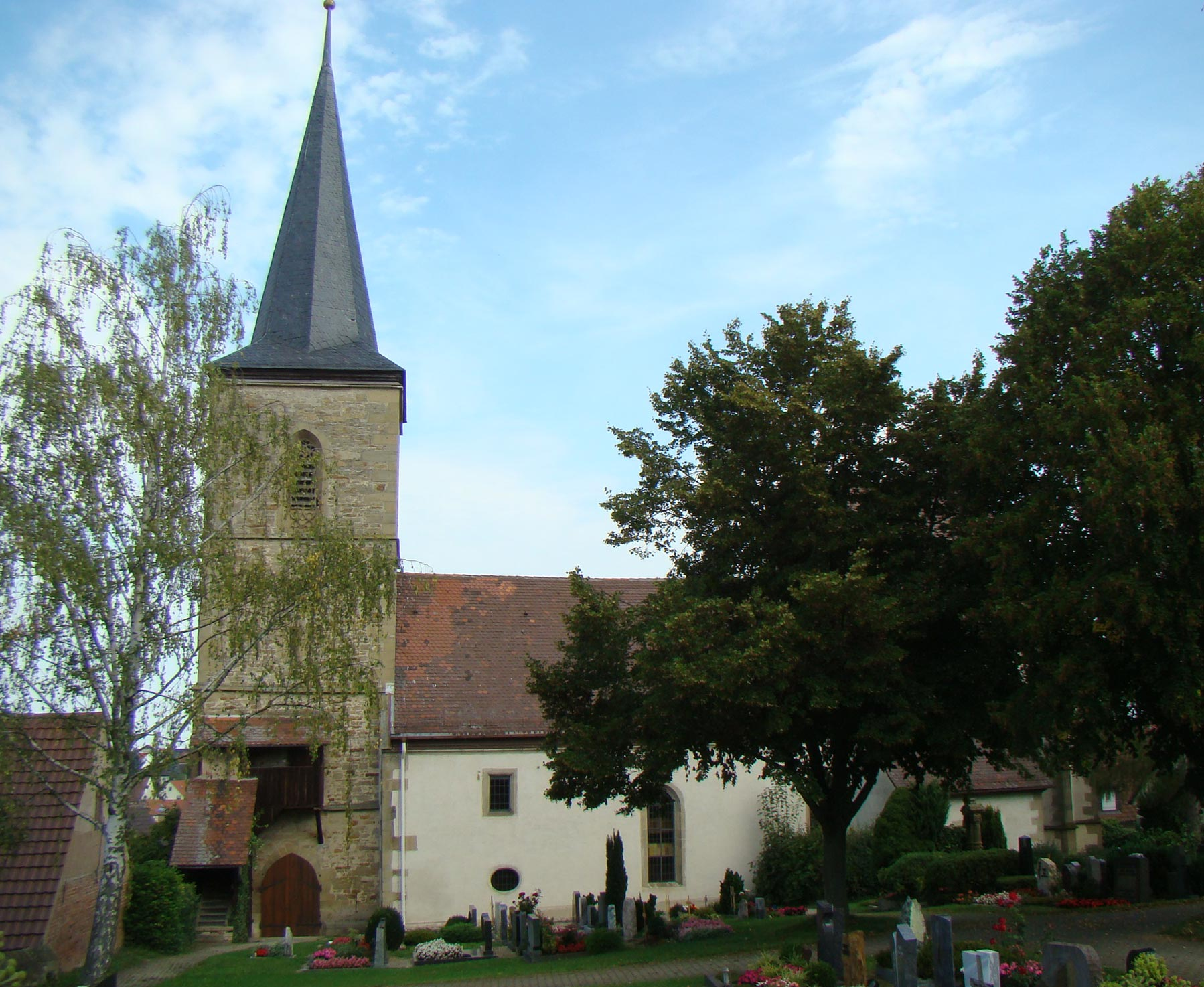
Evang. Kirche Besigheim-Ottmarsheim

Auch der früher die selbständige Kirchengemeinde Ottmarsheim umfassende Stadtteil Ottmarsheim gehört inzwischen zur Kirchengemeinde Besigheim. Die ursprünglich dem Hl. Hippolytus geweihte Kirche kam um 1400 von den Herren von Liebenstein an die von Talheim und 1586 erneut an die von Liebenstein. Erst Ende des 17. Jahrhunderts gelangte sie an Württemberg. Die heutige Kirche St. Hippolyt wurde 1502 im spätgotischen Stil erbaut. Noch im 16. Jahrhundert gab es eine Wallfahrt zum Kirchenheiligen. Besonders sehenswert ist im Innern die Rokokodekoration und die romantische Walcker-Orgel, die einzige historische Orgel im gesamten Kirchenbezirk. Bis 1939 gehörte die Kirchengemeinde Ottmarsheim zum Kirchenbezirk Marbach. Mit Wirkung vom 1. April 1939 wurde sie in den Kirchenbezirk Besigheim umgegliedert.

### Gesamtkirchengemeinde Bietigheim
Die Gesamtkirchengemeinde Bietigheim (ca. 10.200) umfasst die Stadt Bietigheim-Bissingen, ohne die Stadtteile Bissingen und Metterzimmern. Sie besteht wurde durch Bekanntmachung des Oberkirchenrats vom 12. Oktober 1965 gebildet, als die bis dahin alleinige Kirchengemeinde Bietigheim in die drei selbständigen Teilkirchengemeinden Stadtkirchengemeinde Bietigheim, Friedenskirchengemeinde Bietigheim und Pauluskirchengemeinde Bietigheim aufgeteilt und diese in der gleichzeitig neu gebildeten Gesamtkirchengemeinde Bietigheim zusammengeschlossen wurden. Das Kultusministerium hatte die Gesamtkirchengemeinde Bietigheim und deren Teilkirchengemeinden mit Schreiben vom 20. August 1965 als Körperschaften des öffentlichen Rechts anerkannt.

#### Stadtkirchengemeinde Bietigheim

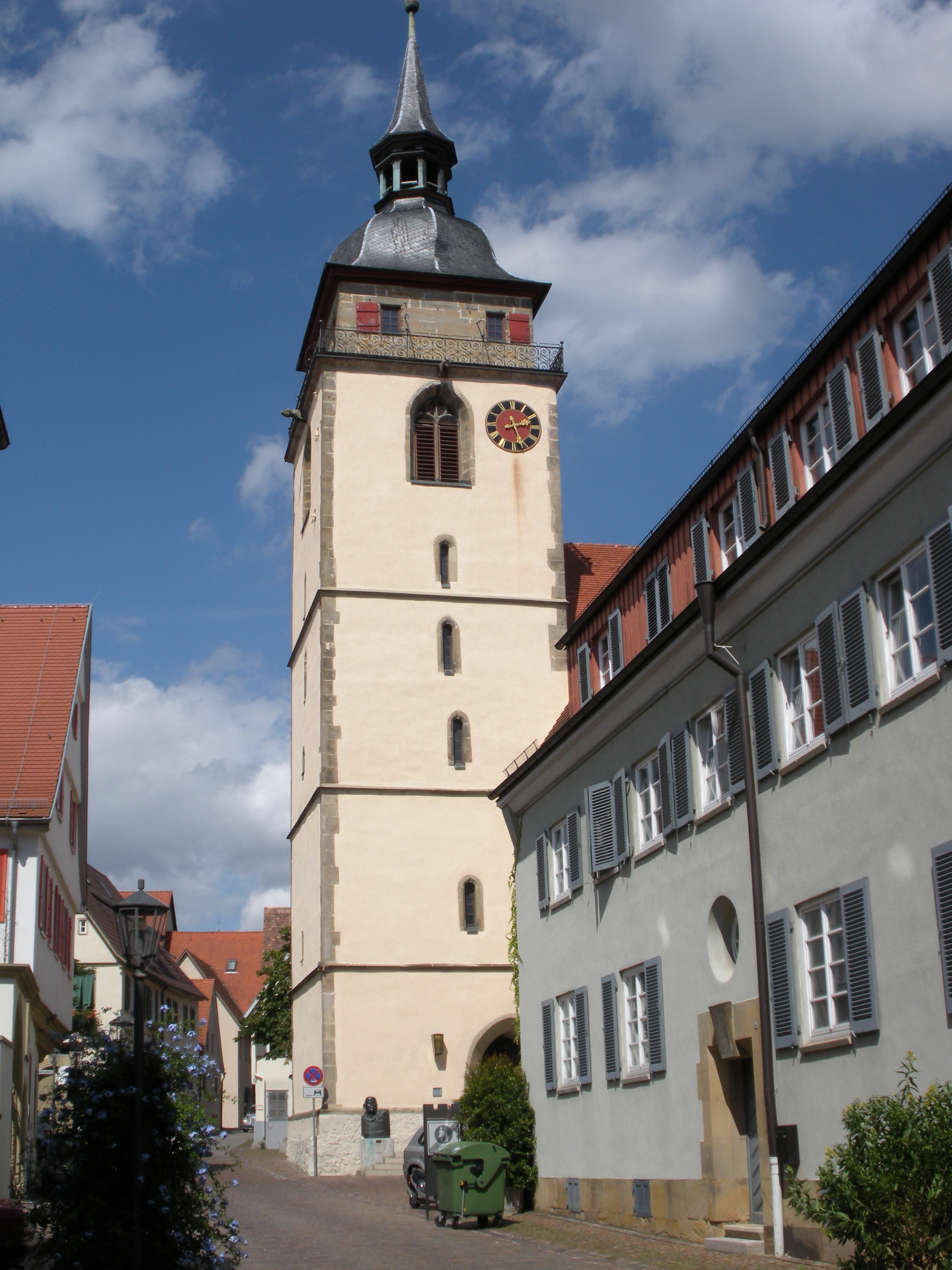
Evang. Kirche Bietigheim-Bissingen

Die Stadtkirchengemeinde Bietigheim (ca. 4.300) umfasst die Altstadt Bietigheims. Diese wird überragt von der evangelischen Stadtkirche. Der spätgotische Bau wurde anstelle einer Burgkapelle im 15. Jahrhundert erbaut. Das Schiff wurde 1542/44 erweitert und der Westturm anstelle des eingestürzten Burgturms erbaut, der bis dahin als Glockenturm diente. Im Innern sind Malereien aus der Renaissancezeit zu finden. Die Kirche wurde erst 1496 Pfarrkirche Bietigheims. In jener Zeit wurde Bietigheim Sitz einer Specialsuperintendentur.

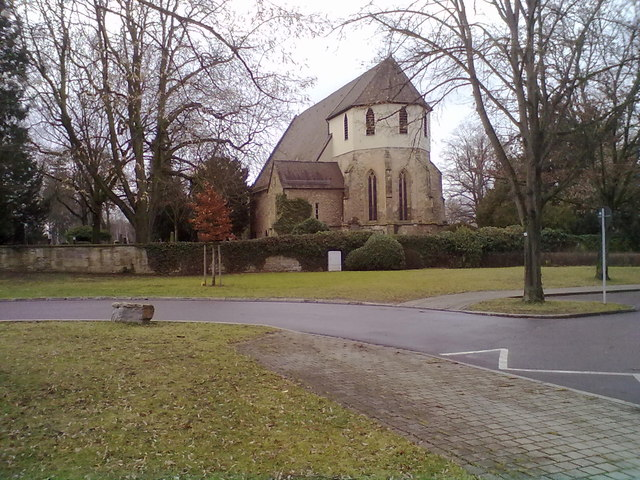
Peterskirche in Bietigheim

Zuvor war die Peterskirche die Pfarrkirche der Stadt. Diese wurde ursprünglich vermutlich durch das Kloster Weißenburg anstelle eines römischen Heiligtums errichtet. Über die Grafen von Vaihingen kam die Kirche an das Kloster Denkendorf, dann an Württemberg und 1411 an das Spital Markgröningen. Um 1390 war sie neu erbaut worden. Sie dient heute als Friedhofskirche. Im Mittelalter sind in Bietigheim auch zahlreiche Kapellen erwähnt. 1813 wurde der Dekanatssitz nach Besigheim verlegt. Die heutige Stadtkirchengemeinde Bietigheim wurde durch Bekanntmachung des Oberkirchenrats vom 12. Oktober 1965 gebildet, als die bis dahin alleinige Kirchengemeinde Bietigheim in drei selbständige Teilkirchengemeinden aufgeteilt und diese in der gleichzeitig neu gebildeten Gesamtkirchengemeinde Bietigheim zusammengeschlossen wurden.

#### Friedenskirchengemeinde Bietigheim
Die Friedenskirchengemeinde Bietigheim (ca. 2.100) umfasst das Wohngebiet Sand in Bietigheim. Für dieses Wohngebiet wurde 1954 die Friedenskirche erbaut. An ihr wurde durch Bekanntmachung des Oberkirchenrats vom 12. Oktober 1965 die selbständige Friedenskirchengemeinde Bietigheim errichtet, als die bis dahin alleinige Kirchengemeinde Bietigheim in drei selbständige Teilkirchengemeinden aufgeteilt und diese in der gleichzeitig neu gebildeten Gesamtkirchengemeinde Bietigheim zusammengeschlossen wurden.

#### Pauluskirchengemeinde Bietigheim
Die Pauluskirchengemeinde Bietigheim (ca. 3.800) umfasst das Wohngebiet Buch in Bietigheim und den Wilhelmshof. Für das Wohngebiet Buch mit seinen weithin sichtbaren Hochhäusern wurde 1968 ein eigenes Gemeindezentrum mit der Pauluskirche erbaut. Bereits durch Bekanntmachung des Oberkirchenrats vom 12. Oktober 1965 war die selbständige Pauluskirchengemeinde Bietigheim errichtet worden, als die bis dahin alleinige Kirchengemeinde Bietigheim in drei selbständige Teilkirchengemeinden aufgeteilt und diese in der gleichzeitig neu gebildeten Gesamtkirchengemeinde Bietigheim zusammengeschlossen wurden.
Der Wilhelmshof gehörte bis 1963 noch zur Kirchengemeinde Heutingsheim im Kirchenbezirk Ludwigsburg und wurde durch Bekanntmachung des Oberkirchenrats vom 19. Juli 1963 in den Kirchenbezirk Besigheim umgegliedert und der damaligen Kirchengemeinde Bietigheim zugeordnet.

### Kirchengemeinde Bissingen an der Enz

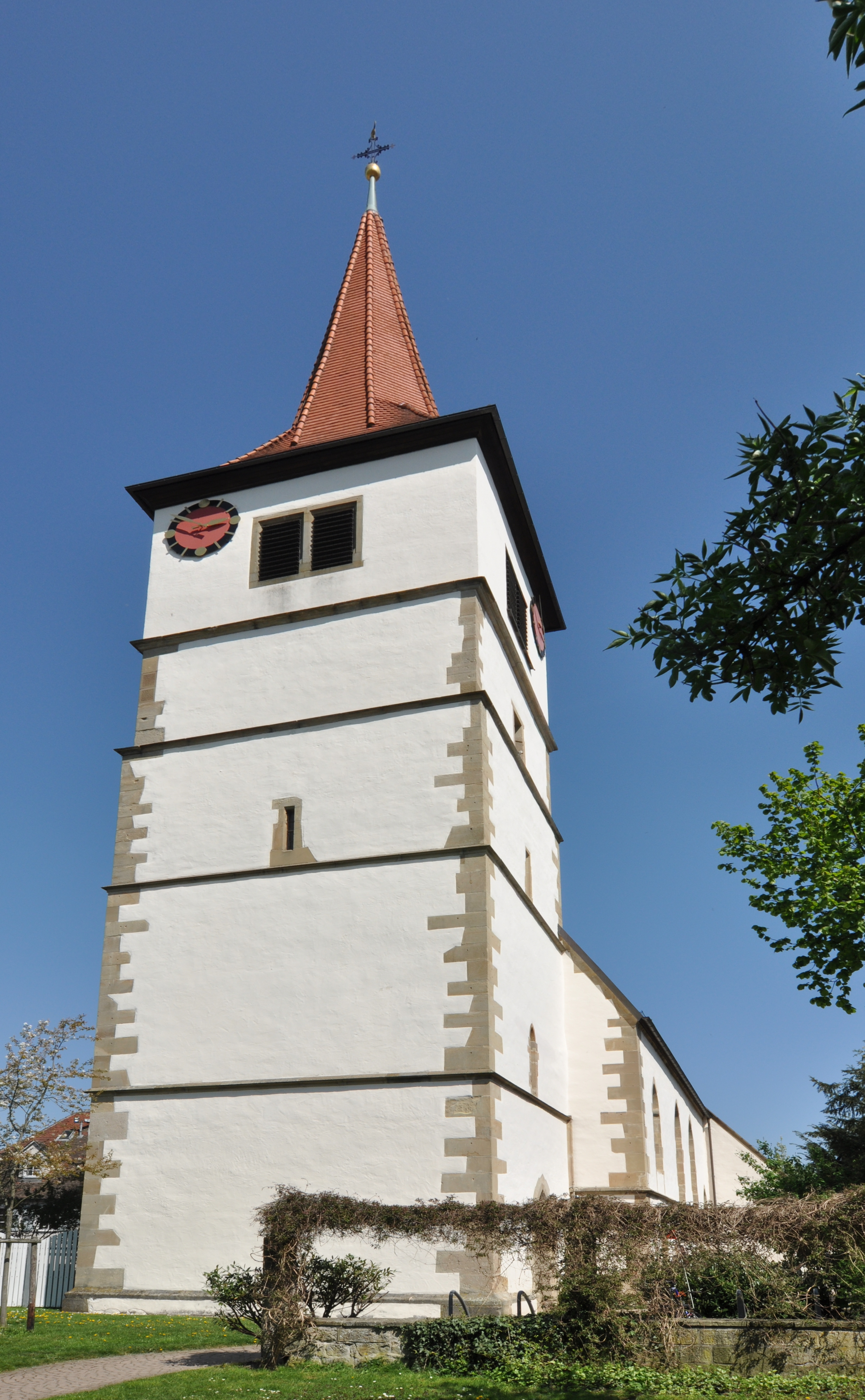
Kilianskirche in Bissingen

Die Kirchengemeinde Bissingen an der Enz (ca. 5.300) umfasst den Stadtteil Bissingen der Stadt Bietigheim-Bissingen. Die Kilianskirche wurde 1517 bis 1520 in spätgotischer Form erbaut. Eine Kirche ist jedoch schon im 9. Jahrhundert erwähnt. Sie war im Besitz des Klosters Weißenburg. 1364 gehörte sie den Herren von Sachsenheim, die sie 1404 an das Spital Markgröningen veräußerten. Sie besitzt eine nahezu vollständige Ausmalung mit biblischen Bildern aus dem 17. Jahrhundert. Infolge starken Zuwachses wurde 1969 eine zweite Kirche, die Martin-Luther-Kirche an der Grenze zu Bietigheim von Architekt Ruff erbaut. Seither hat die Kirchengemeinde Bissingen zwei Predigtstellen.
Bis 1989 gehörte die Kirchengemeinde Bissingen an der Enz zum Kirchenbezirk Ludwigsburg. Durch Bekanntmachung des Oberkirchenrats vom 20. März 1989 wurde sie in den Kirchenbezirk Besigheim umgegliedert.

### Kirchengemeinde Bönnigheim

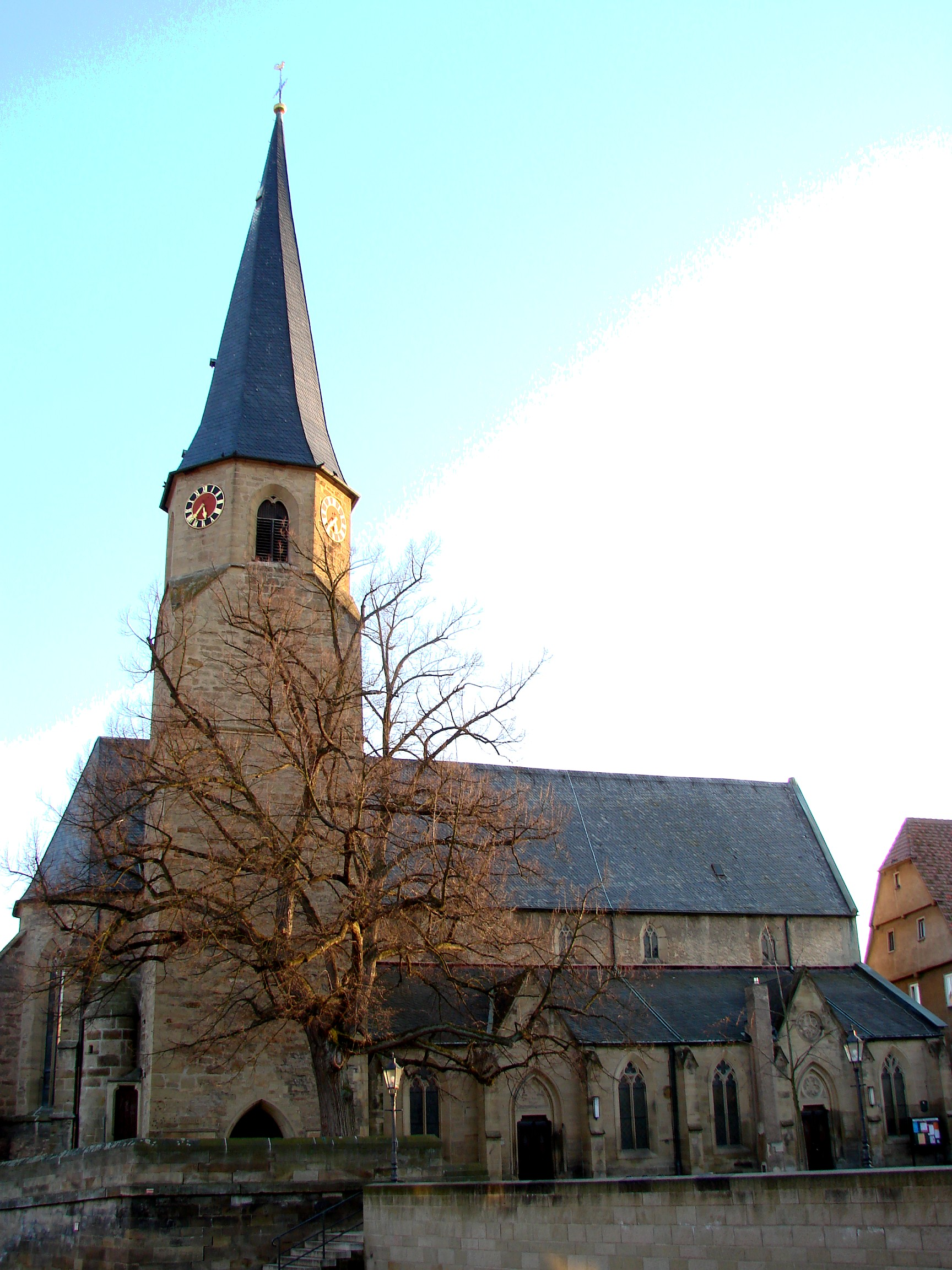
Cyriakuskirche Bönnigheim

Die Kirchengemeinde Bönnigheim umfasst die Stadt Bönnigheim. Bönnigheim war ursprünglich Filiale der Kirche auf dem Michaelsberg. Um 1100 ist eine dem Hl. Cyriakus geweihte Kapelle erwähnt, die später Pfarrkirche wurde und dem Hochstift Speyer gehörte. 1494 wurde sie von den Herren von Woellwarth erworben und 1558 den Ganerben überlassen. Um 1550 wurde die Reformation eingeführt. Die heutige Cyriakuskirche ist eine frühgotische Basilika, der mehrfach umgebaut wurde. Sie besitzt einen gotischen Lettner und einen Chor mit spätgotischem Altar sowie Grabmäler der Stadtherren.

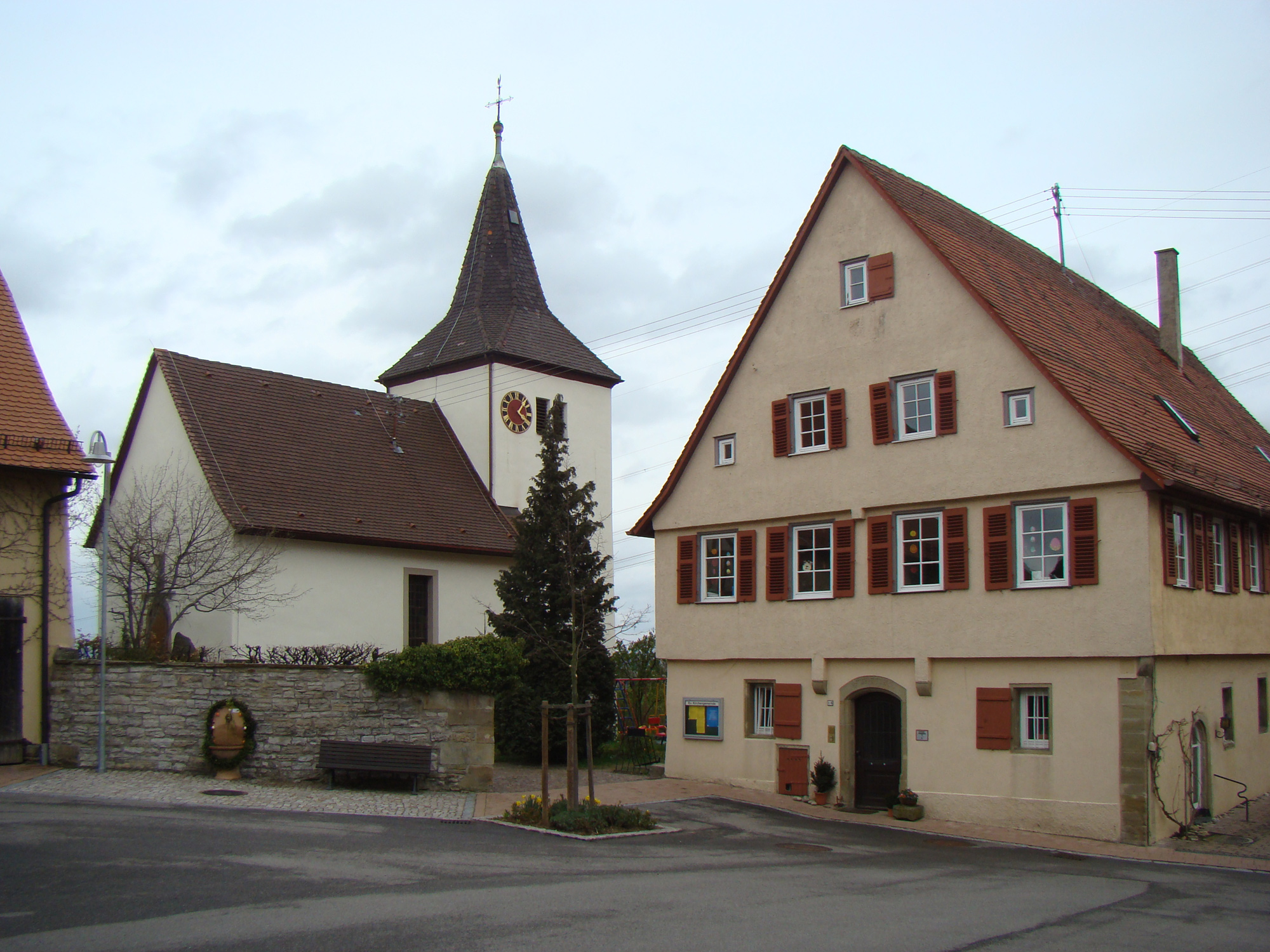
Ottiliakirche in Hofen

Zur Kirchengemeinde Bönnigheim gehört auch der Stadtteil Hofen. Dort wird 1379 ein Kirchherr genannt, 1468 auch eine Kirche. Sie gehörte den Herren von Sachsenheim, kam 1450 an das Kloster Lauffen und 1522 an das Kloster Denkendorf. Die als Ottilienkirche bezeichnete Kirche besitzt einen romanischen Turmchor und eine kreuzrippengewölbte Sakristei aus dem 13. Jahrhundert, ferner Reste von Wandmalereien. Das Schiff ist wohl 1620 völlig verändert worden. In späterer Zeit gehörte Hofen zur Pfarrei Erligheim, bildete jedoch eine eigene Kirchengemeinde.
Mit Wirkung vom 23. Januar 1995 wurde der Gemeindebezirk Hofgut Bellevue von der Kirchengemeinde Meimsheim (Kirchenbezirk Brackenheim) abgetrennt und der Kirchengemeinde Bönnigheim angegliedert. Mit Wirkung vom 11. November 2001 wurde die Kirchengemeinde Hofen aufgelöst und ihr Gebiet der Kirchengemeinde Bönnigheim angegliedert. Heute wird Hofen vom Pfarramt Bönnigheim II betreut.

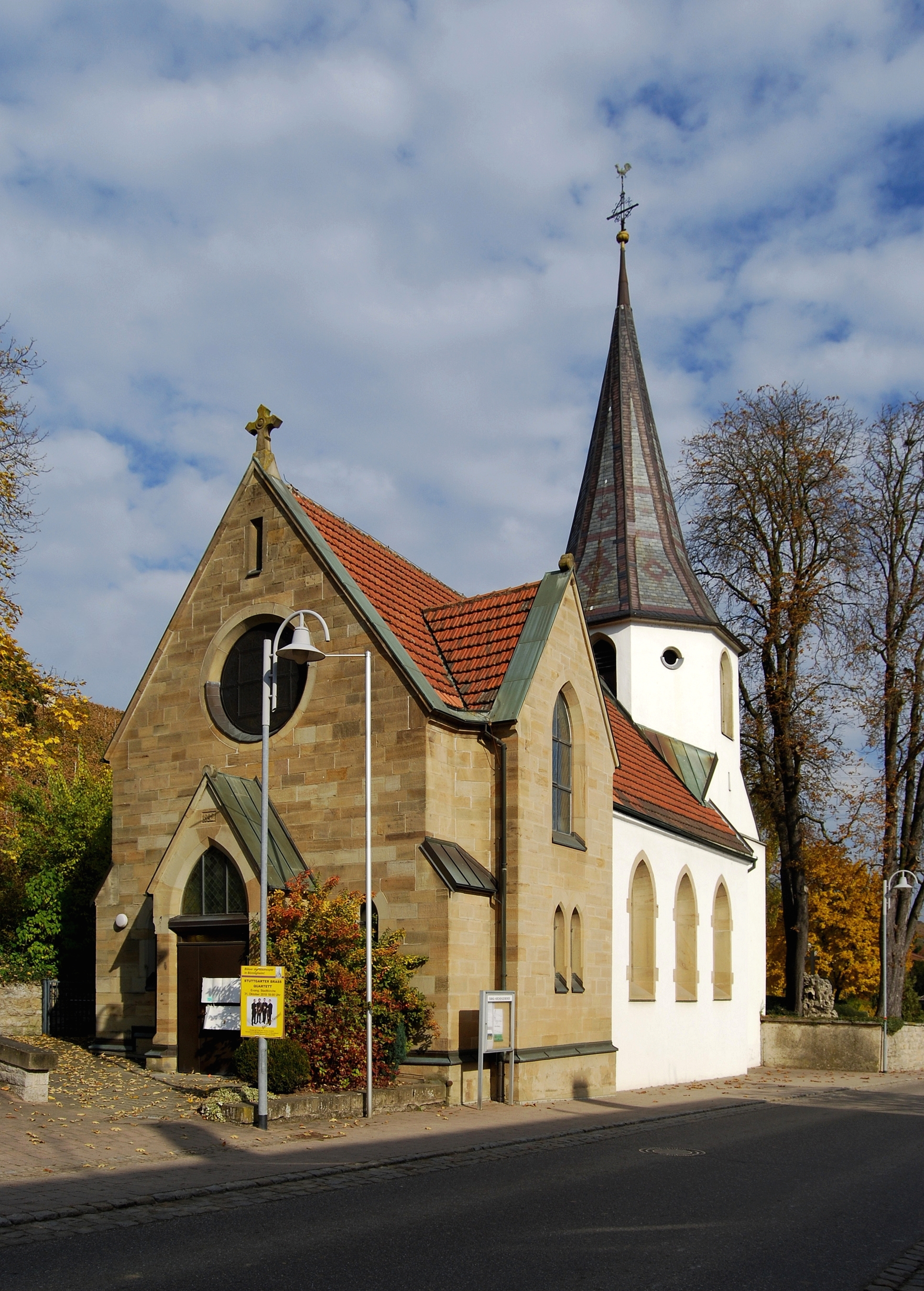
Evang. Kirche Hohenstein

Auch die Kirchengemeinde Hohenstein ist inzwischen in der Kirchengemeinde Bönnigheim aufgegangen. Die kleinste Kirchengemeinde im Kirchenbezirk Besigheim wurde kirchlich vom Pfarramt Kirchheim am Neckar, ab 1576 von Hofen und seit 1872 von Bönnigheim betreut. Eine eigene Kirche hat der Ort aber seit 1601. Sie besitzt Grabdenkmäler aus dem 17. und 18. Jahrhundert. Nach Verwüstungen 1693 wurde sie erneuert, 1862 und 1914 verändert.
Mit Wirkung vom 23. Januar 1995 wurde der Gemeindebezirk Wohnplatz Birkenhof von der Kirchengemeinde Hohenstein abgetrennt und der Kirchengemeinde Meimsheim (Kirchenbezirk Brackenheim) angegliedert.

### Kirchengemeinde Erligheim

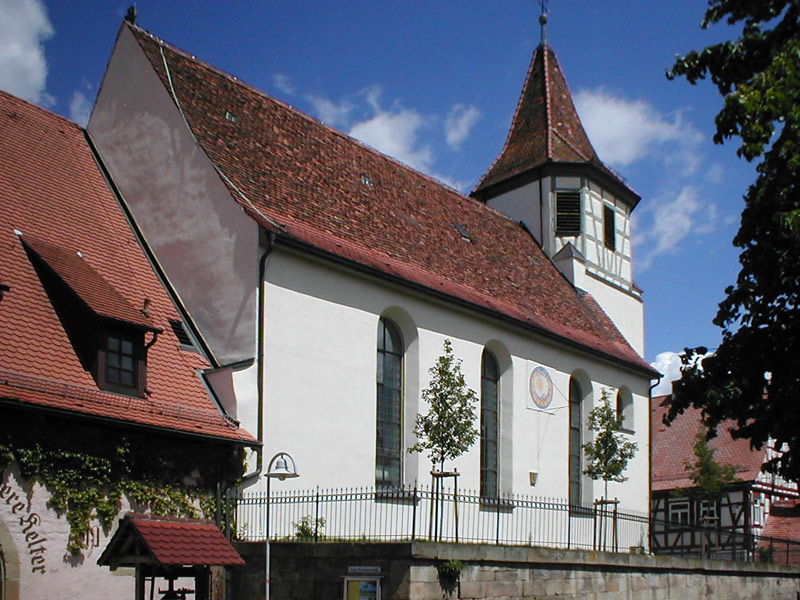
Johanneskirche Erligheim

Die Kirchengemeinde Erligheim umfasst die Gemeinde Erligheim. Kirchlich gehörte Erligheim ursprünglich zur Kirche auf dem Michaelsberg. 1487 wird aber eine eigene Kirche erwähnt, die über die Herren von Magenheim an das Hochstift Speyer kam. Später war sie Filiale von Bönnigheim. Seit 1571 hat der Ort aber eine eigene Kirche. Die heutige Johanneskirche ist eine gotische Ostchorturmkirche mit Schiff aus dem Jahr 1740. Die Pfarrei Erligheim war zeitweise auch für die Nachbargemeinde Hofen (heute zu Bönnigheim gehörig) zuständig.

### Kirchengemeinde Gemmrigheim

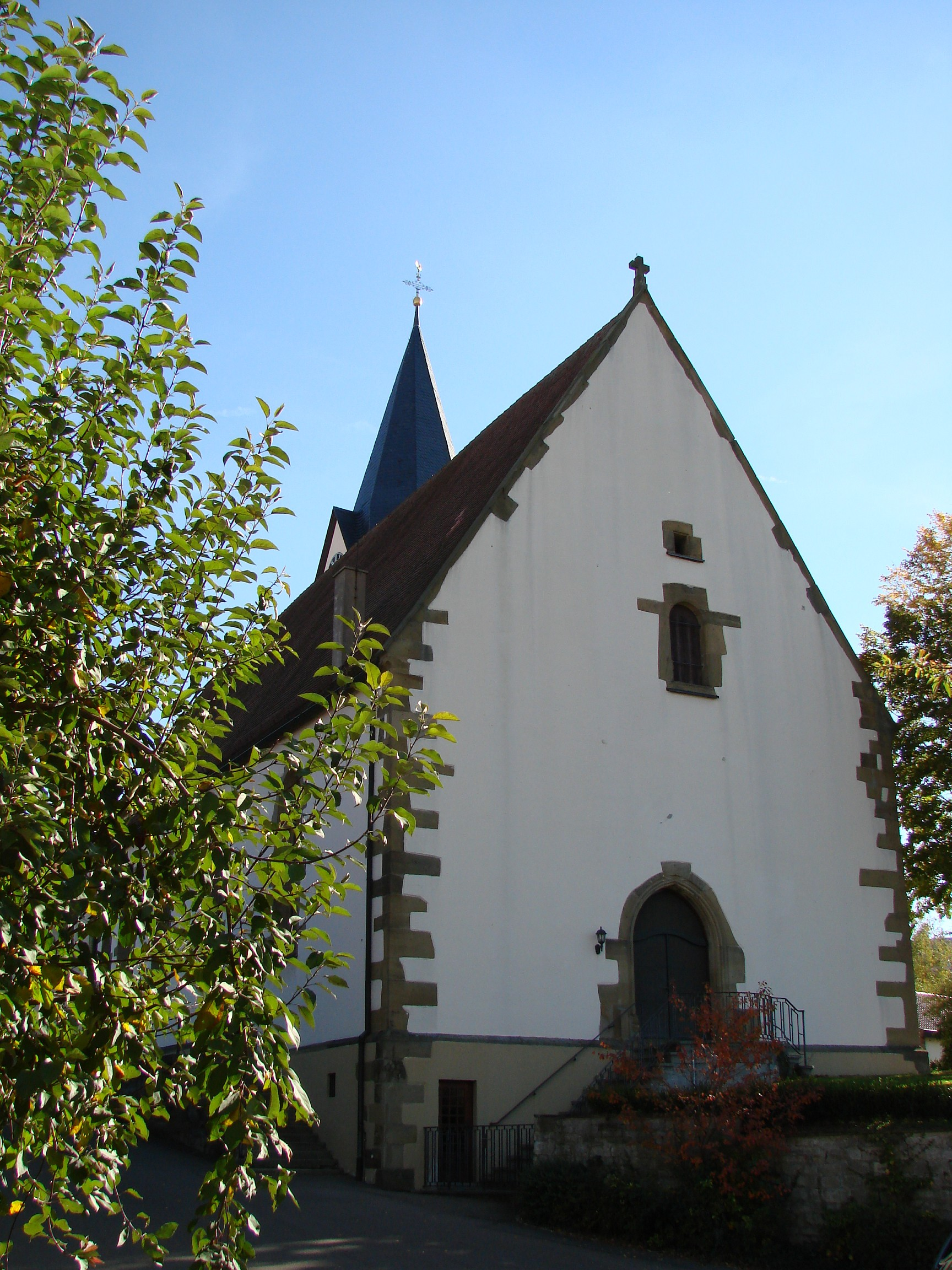
Johanneskirche Gemmrigheim

Die Kirchengemeinde Gemmrigheim umfasst die Gemeinde Gemmrigheim. Die Johanneskirche wurde 1231 erstmals erwähnt als sie durch Rugger von Stockheim dem Stift Backnang übergeben wurde. Der Turm enthält den Chor der Vorgängerkirche. Im Turmobergeschoss befindet sich eine Kapelle mit einem Zyklus von Malereien aus der Zeit um 1400. Das Schiff der heutigen Kirche wurde erst 1515 bis 1526 erbaut.

### Kirchengemeinde Hessigheim

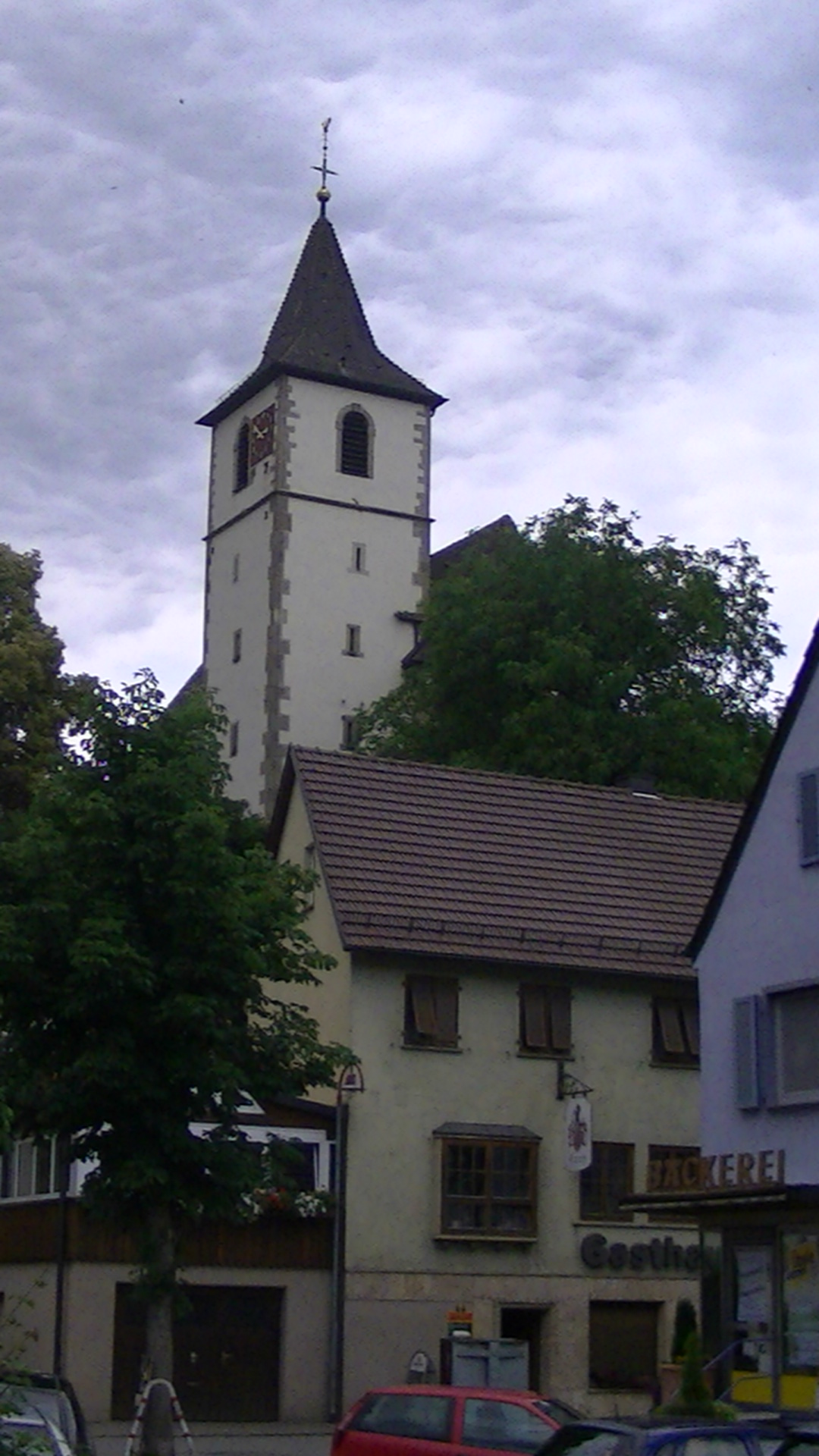
Martinskirche in Hessigheim

Die Kirchengemeinde Hessigheim umfasst die Gemeinde Hessigheim. Die ursprüngliche Kirche St. Stephanus war um 1130 im Besitz des Klosters Hirsau. Es war eine Wehranlage, die in spätgotischer Zeit umgebaut wurde, dabei wurde der frühgotische Turm beibehalten. Die Kirche erhielt später den Namen Martinskirche.

### Kirchengemeinde Ingersheim am Neckar

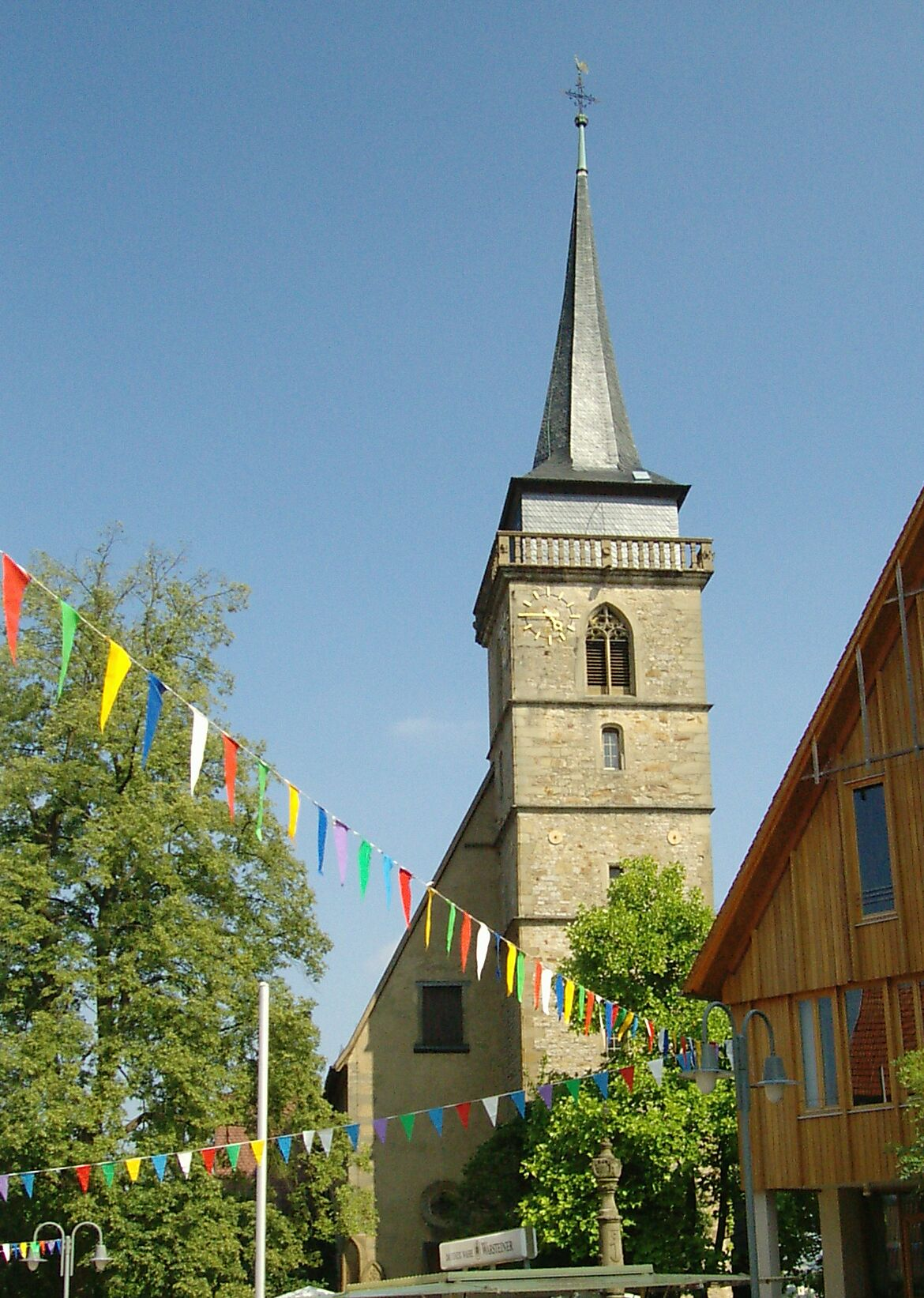
Evang. Kirche Großingersheim

Die Kirchengemeinde Ingersheim am Neckar umfasst die Gemeinde Ingersheim (Neckar). Sie entstand durch den Zusammenschluss der Kirchengemeinden Großingersheim und Kleiningersheim zum 1. Januar 2024.
Die Martinskirche im Ortsteil Großingersheim gehörte im 13. Jahrhundert den Markgrafen von Baden, seit 1465 dem Stift Baden. In ihrer heutigen Form ist sie eine spätgotische Westturmanlage mit kreuzrippengewölbtem Chor. Das Schiff wurde 1606/07 umgebaut.

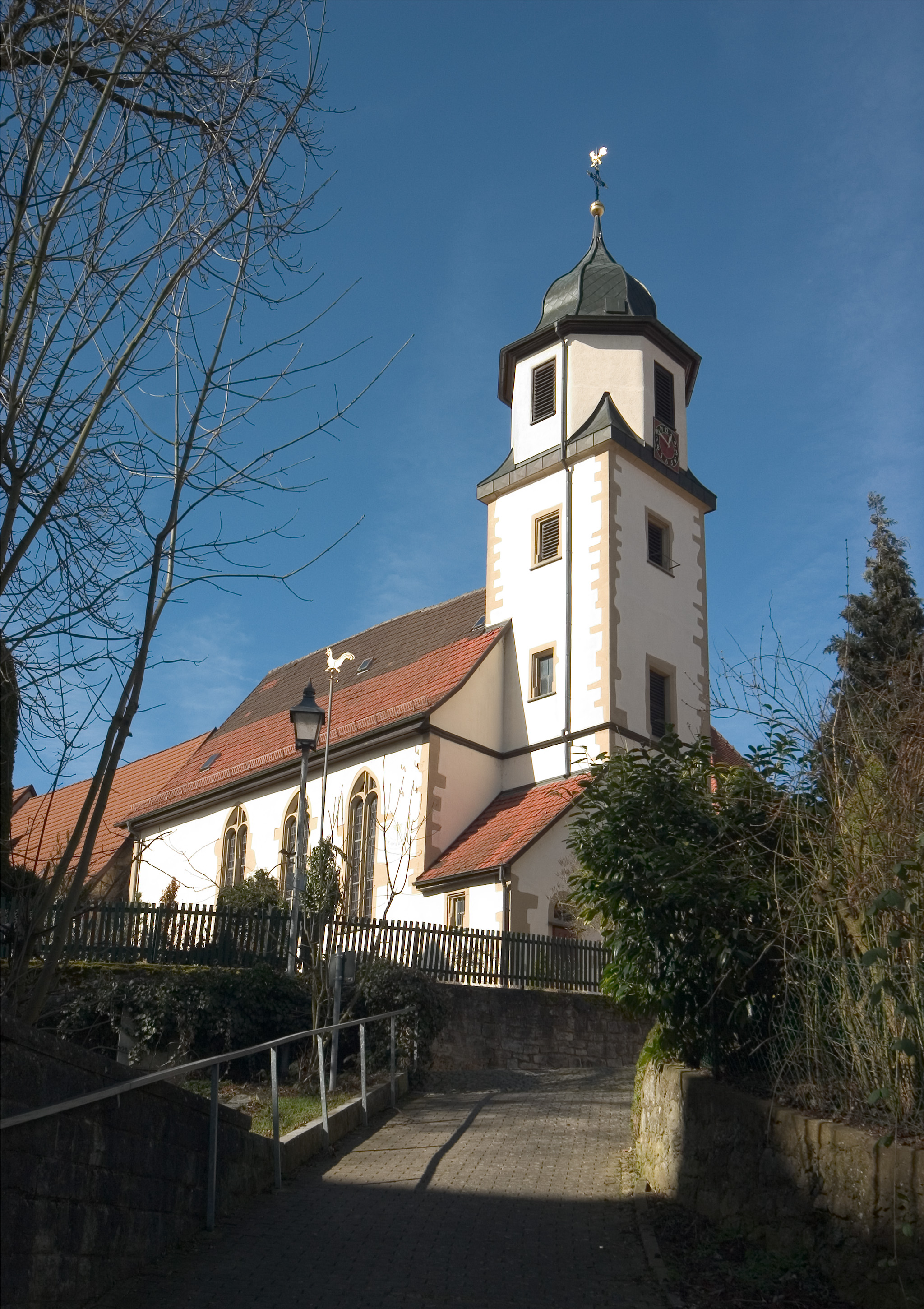
Georgskirche in Kleiningersheim

Kleiningersheim war lange Zeit eine Filiale von Großingersheim. 1591 erhielt Kleiningersheim aber eine eigene Pfarrei. Seit dem 15. Jahrhundert ist eine Georgskapelle bezeugt, die durch Hans Braun, einen Mitarbeiter Heinrich Schickhardts zur heutigen Georgskirche umgebaut wurde.

### Kirchengemeinde Kirchheim am Neckar

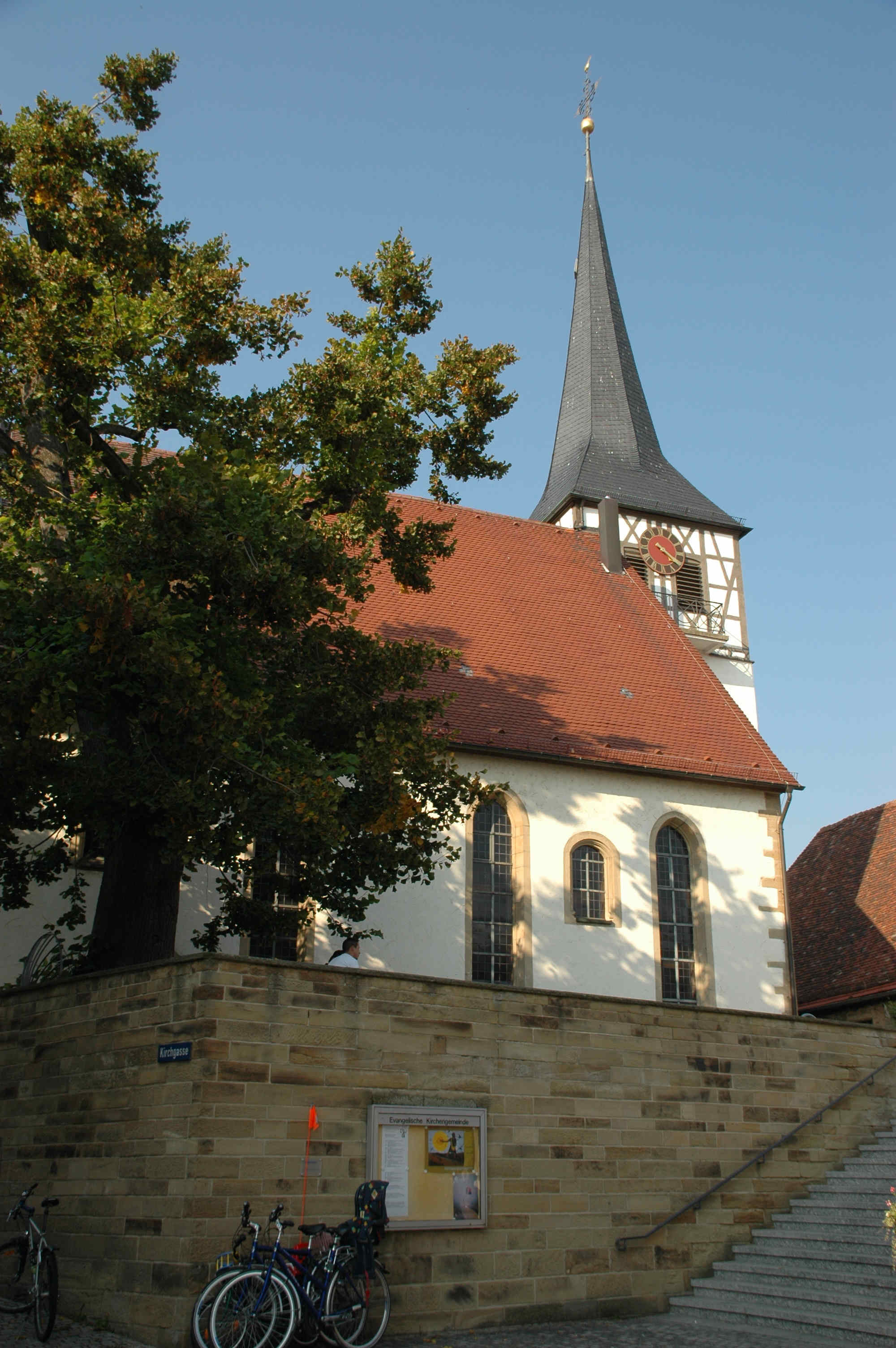
Evang. Kirche in Kirchheim am Neckar

Die Kirchengemeinde Kirchheim am Neckar umfasst die Gemeinde Kirchheim am Neckar. Eine dem Hl. Mauritius geweihte Kirche wird bereits 1090 erwähnt. Sie gehörte dem Bistum Speyer, ab 1099 zum Bistum Worms. Über die Markgrafen von Baden kam die Kirche 1362 an das Kloster Maulbronn. Die heutige Kirche St. Mauritius besitzt einen romanischen Chorturm mit spätgotischem Sternrippengewölbe und spätgotischem Schiff.

### Kirchengemeinde Lauffen-Neckarwestheim

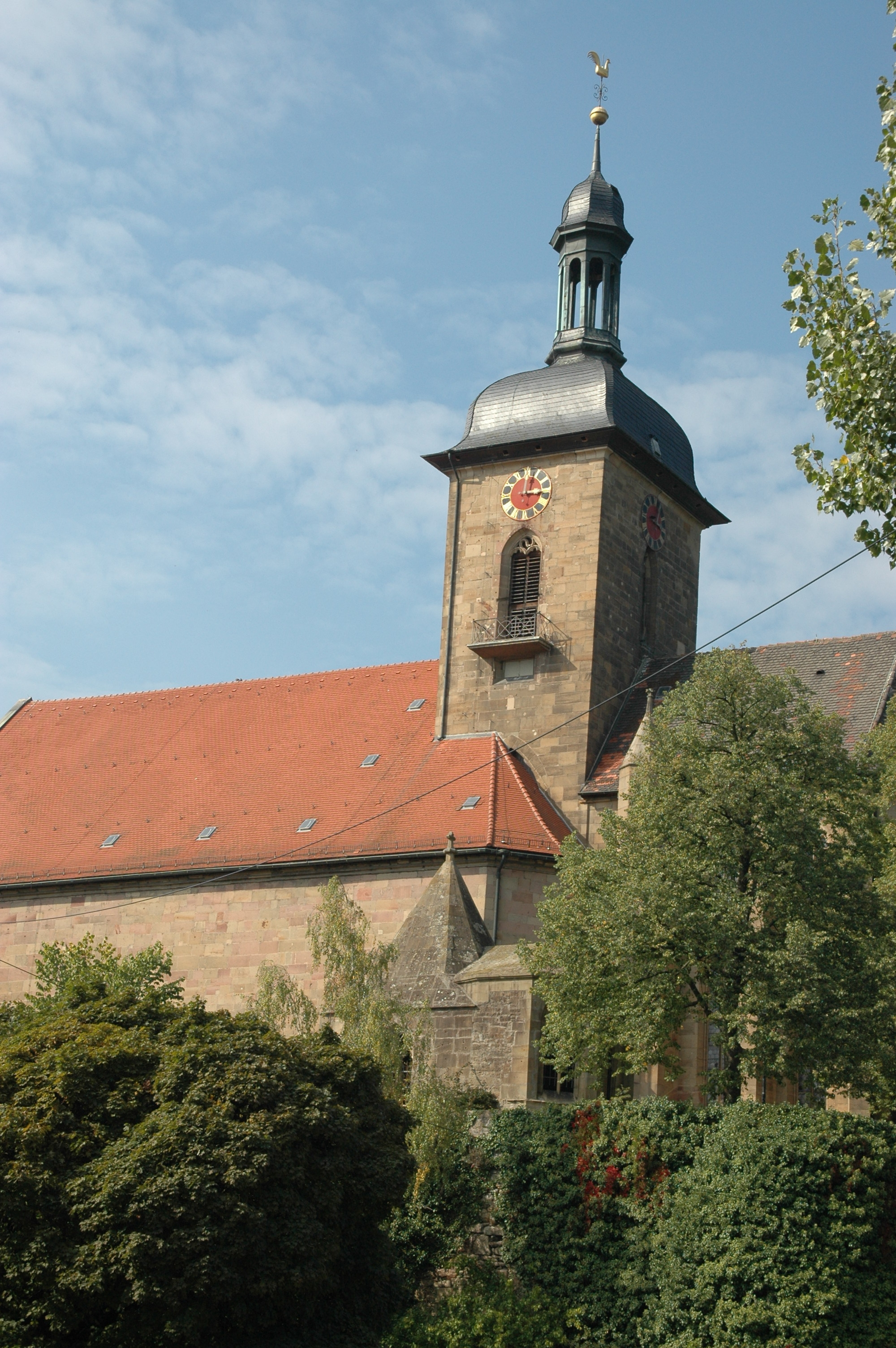
Regiswindiskirche (Lauffen am Neckar)

Zur Kirchengemeinde Lauffen-Neckarwestheim fusionierten 2021 die Kirchengemeinden Lauffen am Neckar und Neckarwestheim. Sie umfasst die Gemeinden Lauffen am Neckar und Neckarwestheim im Landkreis Heilbronn.
Ursprünglich Kirche Lauffens war die Martinskirche im Dorf Lauffen (links des Neckars). Sie kam 741 an das Hochstift Würzburg. An ihrer Stelle wurde nach 1227 die Regiswindiskirche erbaut, die seit der Reformation evangelische Pfarrkirche Lauffens ist. Ihre Ostteile entstanden um 1300. In ihrer jetzigen Form wurde sie 1564 bis 1573 nach einem Brand errichtet. 1957 entdeckte man im Innern Wandmalereien aus der Erbauungszeit. 1747 wurde Lauffen Sitz einer Specialsuperintendentur (Dekanat), die 1812 aufgehoben wurde. Seither gehört die Stadt zum Dekanat Besigheim.
Der Regiswindiskirche benachbart ist die Regiswindiskapelle aus der Zeit um 1340. Diese hieß ursprünglich St. Anna-Kapelle und wurde als Friedhofskirche genutzt. Ihre Krypta diente als Beinhaus. 1901 wurden hier die aufgeschichteten Gebeine ausgeräumt und bestattet und der Steinsarkophags der Regiswindis hierher versetzt, weshalb sich die Bezeichnung Regiswindiskapelle durchsetzte.
Nördlich der Regiswindiskirche wurde um 1100 ein Kloster gegründet, das 1536/53 durch Württemberg aufgehoben wurde. Überreste der Klosteranlage blieben noch bis 1807/08 erhalten und wurden dann abgetragen. An der Stelle der ehemaligen Klosterkirche wurde 1954 die katholische Pfarrkirche Maria Hilf erbaut.

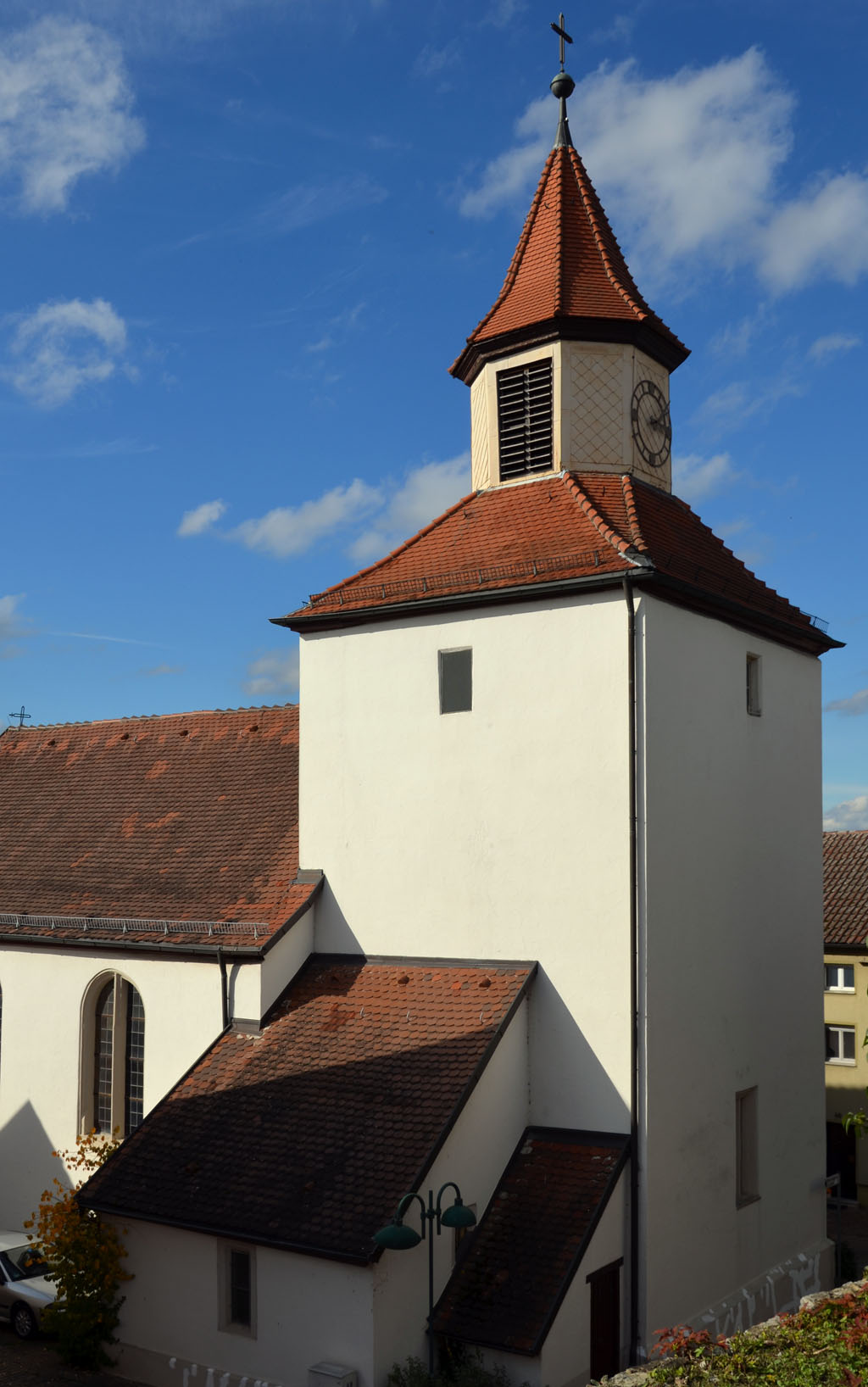
Martinskirche in Lauffen

In der Stadt Lauffen (rechts des Neckars) steht die Martinskirche. Die Bezeichnung Martinskirche ist hier irreführend, da die ursprüngliche Martinskirche Lauffen die Vorgängerkirche der Regiswindiskirche ist. Die heutige Martinskirche geht zurück auf eine Nikolauskapelle, die wohl im 11. Jahrhundert im romanischen Stil erbaut wurde und dann spätgotisch umgebaut wurde. Nach Zerstörungen im Zweiten Weltkrieg wurde die Kirche 1949 wiederhergestellt.

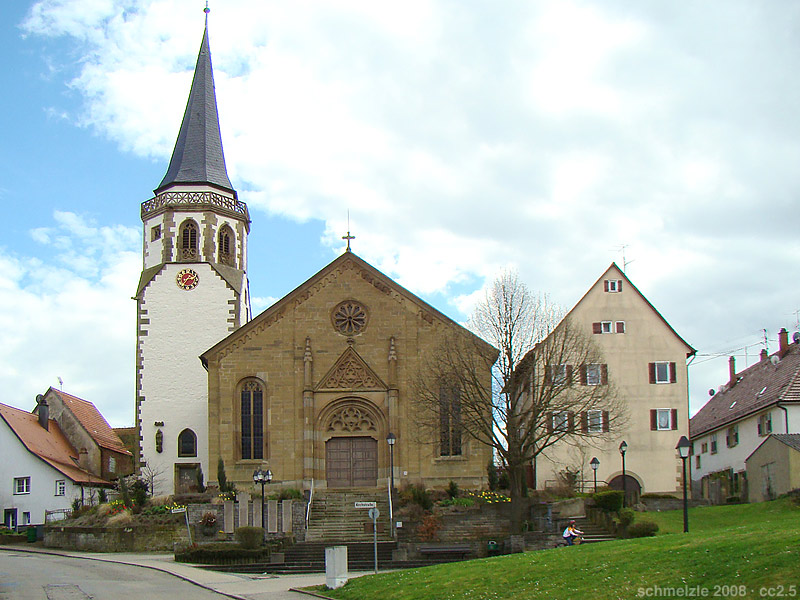
Greogoriuskirche in Neckarwestheim

Eine Kirche in Neckarwestheim wird erstmals 1275 genannt. Ab 1696 wird sie als Gregoriuskirche erwähnt. Das heutige Kirchenschiff wurde 1844 an den gotischen Turm angebaut, 1894, 1960/61 und 2002 renoviert.
Die Kirchengemeinde Lauffen-Neckarwestheim hat heute vier Predigtstellen, in denen regelmäßig Gottesdienste stattfinden und insgesamt drei Pfarrer tätig sind: die Regiswindiskirche, die Martinskirche, die Friedhofskapelle im Parkfriedhof in der Weststadt und die Gregoriuskirche. Auch in der Schlosskapelle Liebenstein, die nicht der Kirchengemeinde gehört, finden Gottesdienste und kirchliche Trauungen statt.

### Kirchengemeinde Löchgau-Freudental

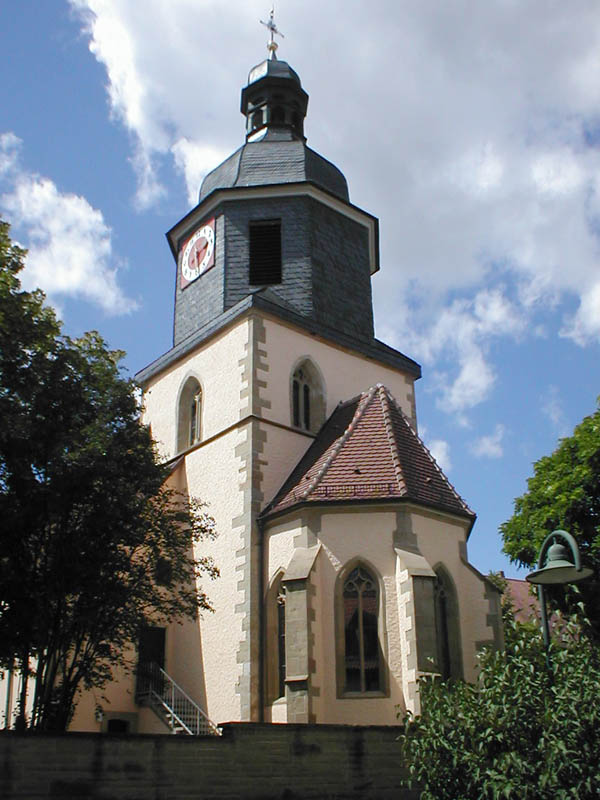
Evang. Kirche Löchgau

Die Kirchengemeinde Löchgau-Freudental umfasst die Gemeinden Löchgau und Freudental. Sie entstand 2019 durch den Zusammenschluss der Kirchengemeinden Löchgau und Freudental.
Die Löchgauer Peterskirche ist eine Chorturmkirche aus dem 13./14. Jahrhundert, das Schiff wurde 1757 umgebaut. Sie ist auch die Mutterkirche von Freudental. Die Vorgängerkirche in Löchgau wurde bereits 1147 an das Hochstift Speyer verkauft. Von dort gelangte sie 1545 im Tausch an Württemberg.

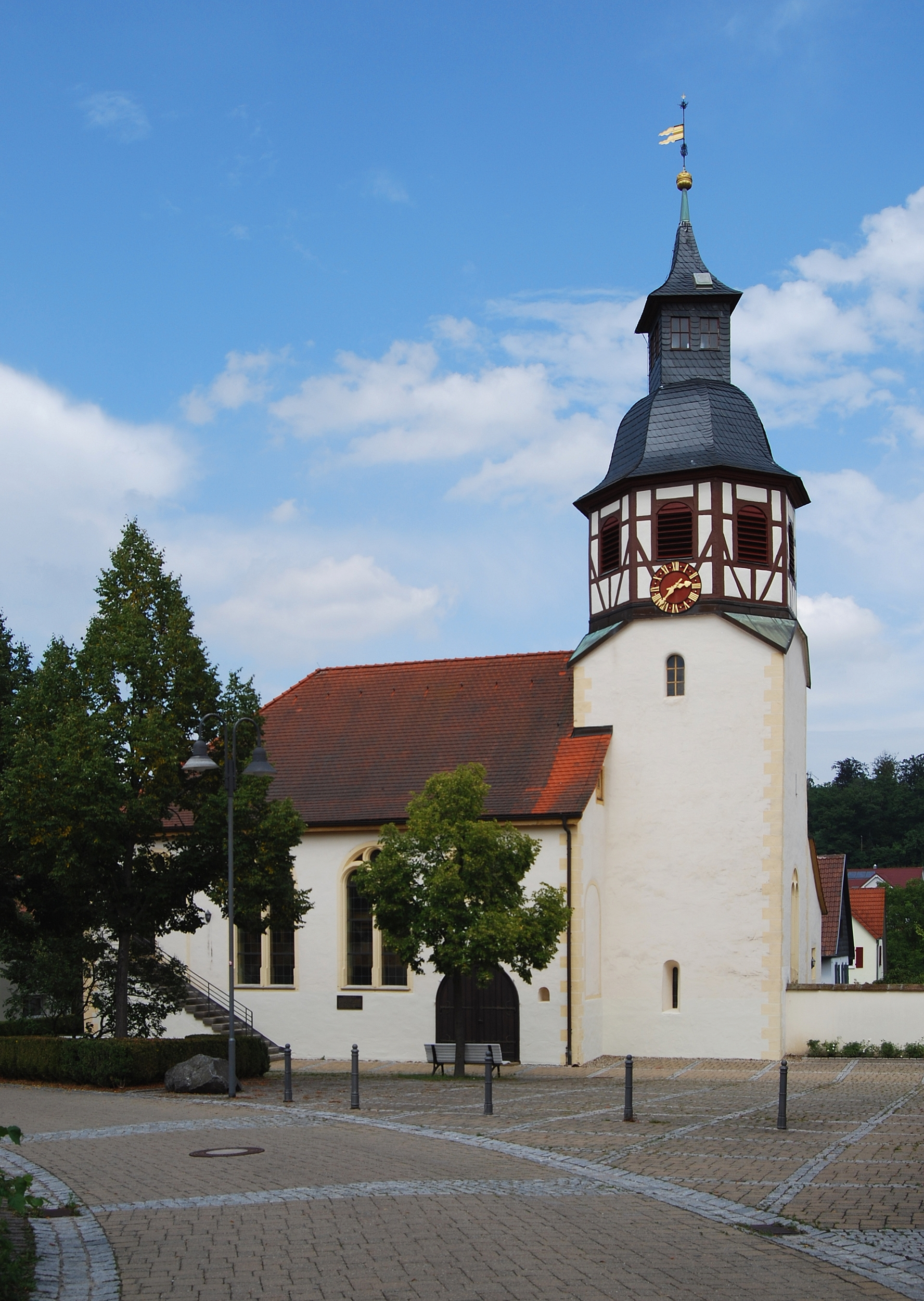
Evang. Kirche Freudental

Freudental gehörte kirchlich bis ins 16. Jahrhundert als Filiale zu Löchgau. Eine Liebfrauenkapelle ist aber bereits 1392 erwähnt. Ab 1599 hatte Freudental meist einen eigenen Pfarrer. Die Gemeinde gehörte jedoch danach teilweise auch zu Erligheim oder zu Hohenhaslach. Die heutige Kirche wurde 1687 erbaut und danach mehrmals verändert. Sie besitzt Emporenmalereien mit pietistisch inspirierten Motiven sowie Grabplatten aus dem 16. bis 18. Jahrhundert der früheren Ortsherren.

### Kirchengemeinde Metterzimmern

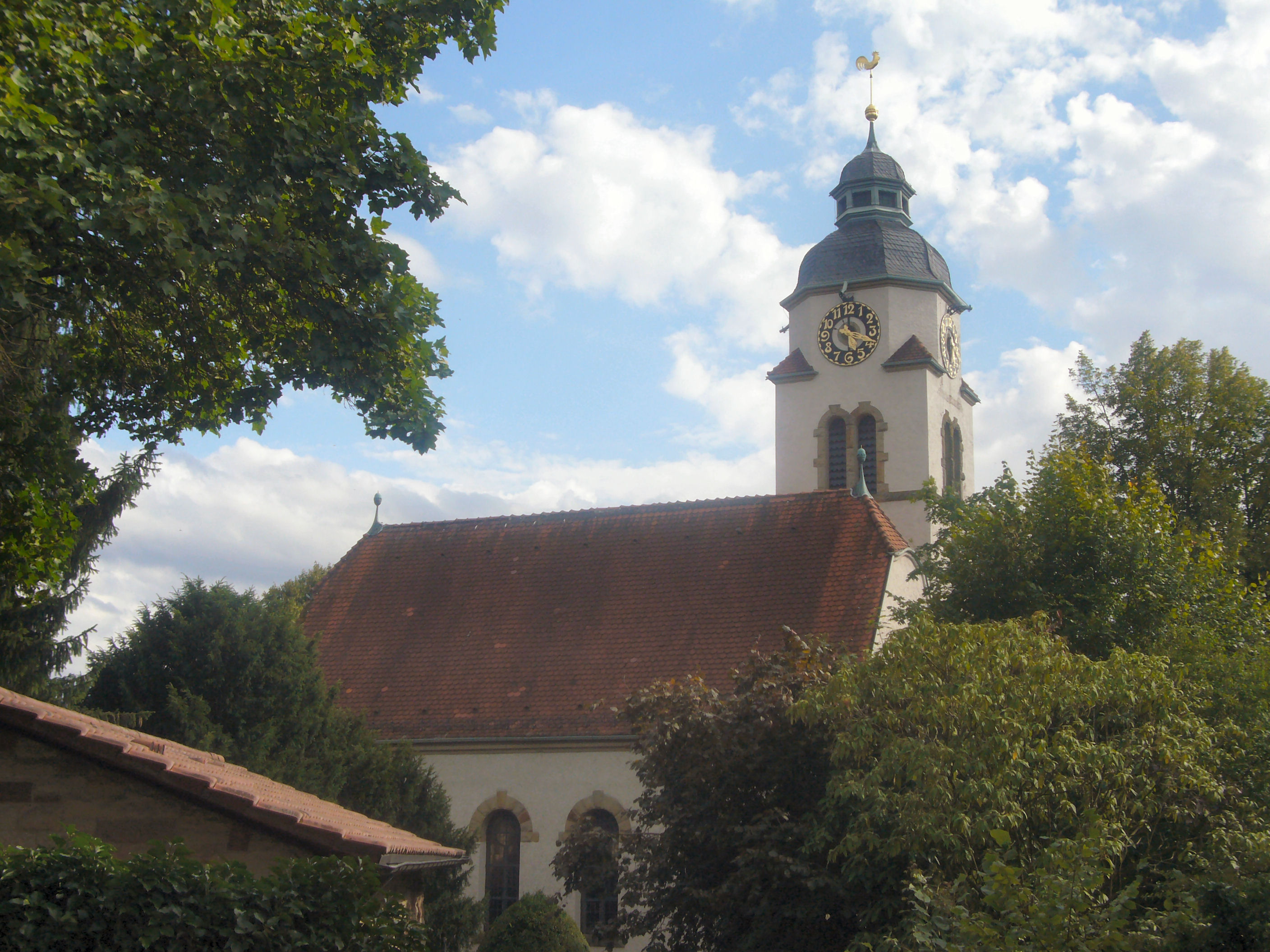
Michaelskirche in Metterzimmern

Die Kirchengemeinde Metterzimmern (ca. 830) umfasst den Stadtteil Metterzimmern der Stadt Bietigheim-Bissingen. Der kleine Ort gehörte kirchlich ursprünglich zur Peterskirche Bietigheim. 1379 erhielt Metterzimmern eine eigene Kirche, die den Hl. Maria, Michael, Vitus und Modestus geweiht war. 1905 wurde die gotische Kirche durch einen Blitzschlag zerstört. So wurde 1906 die heutige Michaelskirche durch Architekt Heinrich Dolmetsch als Jugendstilbau erstellt.
In Metterzimmern wirkte ab 1747 der bekannte Pfarrer Johann Friedrich Flattich (1713–1797) als Seelsorger.

### Kirchengemeinde Walheim

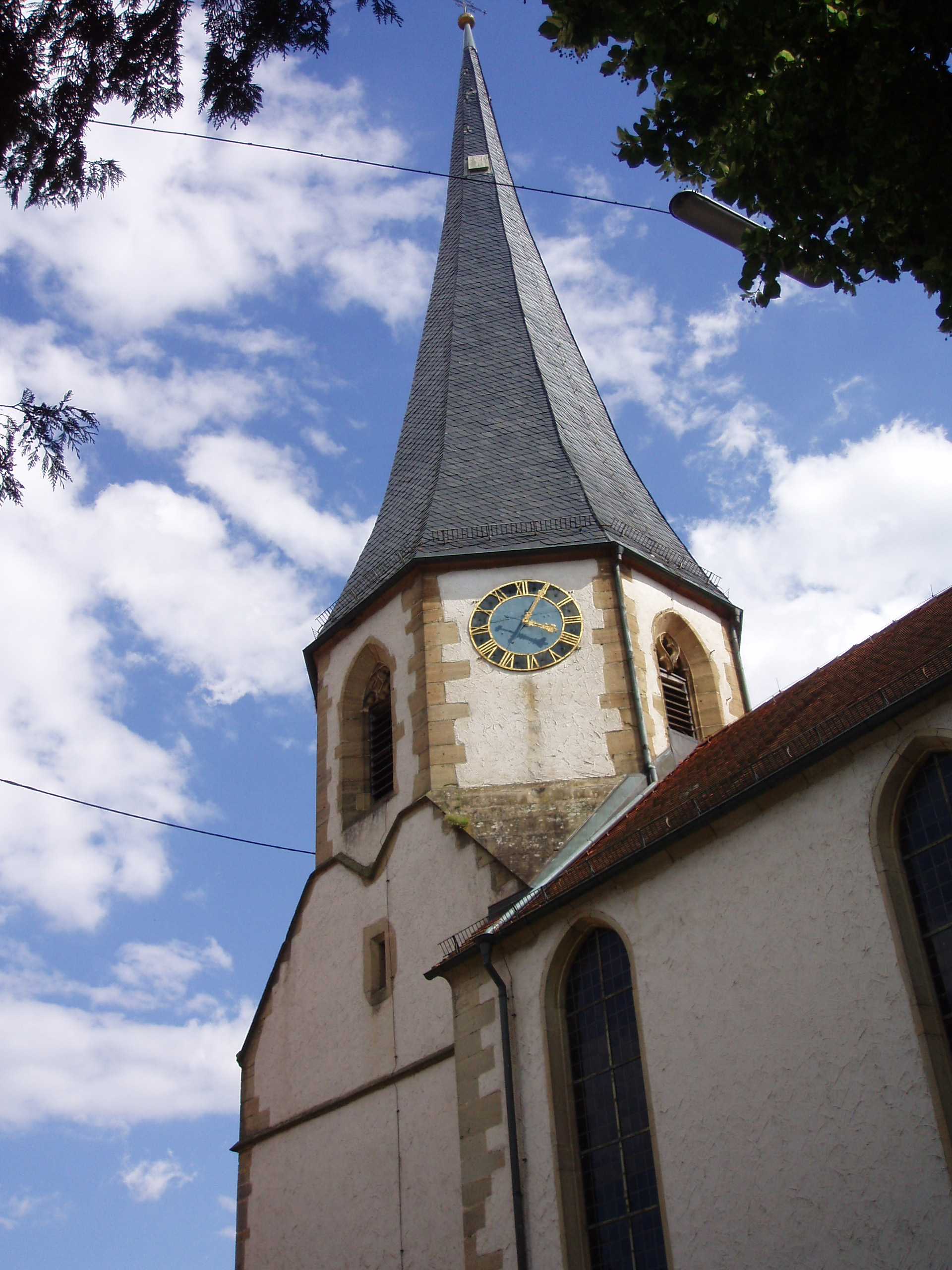
Evang. Kirche Walheim

Die Kirchengemeinde Walheim (ca. 1.730) umfasst die Gemeinde Walheim. Die dem Hl. Stephan geweihte Kirche gehörte im 12. Jahrhundert dem Kloster Hirsau. Später kam sie an das Kloster Denkendorf. Eine Kapelle ist 1494 genannt. Die heutige Pfarrkirche hat spätromanische Elemente. Sie wurde aber im 18. und 19. Jahrhundert erweitert und stark verändert.

## Archivquellen
- Bestand: Visitationsberichte.   Landeskirchliches Archiv Stuttgart. 1581–1822.   Signatur: A 1.
- Bestand: Kirchenvisitationsakten.   Hauptstaatsarchiv Stuttgart. ca. 1601–1840.   Signatur: A 281.
- Bestand: Ortsakten [mit Digitalisaten der Pfarrbeschreibungen und Pfarrberichte (darin u. a.: Chronik, Filialverhältnisse)].   Landeskirchliches Archiv Stuttgart. ca. 1550–1923.   Signatur: A 29.
- Bestand: Ortsakten [mit Digitalisaten der Pfarrberichte (darin u. a.: Filialverhältnisse)].   Landeskirchliches Archiv Stuttgart. ca. 1924–1966.   Signatur: A 129.
- Bestand: Ortsakten [mit Visitationsberichten].   Landeskirchliches Archiv Stuttgart. ca. 1967–1989.   Signatur: A 229.
- Archivgut: Dekanatsarchive.   Landeskirchliches Archiv Stuttgart.   Signatur: F-Bestände.
- Archivgut: Pfarrarchive.   Landeskirchliches Archiv Stuttgart.   Signatur: G-Bestände.